# Sanghanandi
Sanghanandi est considéré par la tradition du bouddhisme Zen comme son dix-septième patriarche. Il fut l'élève de Ārya Rāhulata.